# République - Villeurbanne (métro de Lyon)
République - Villeurbanne est une station de métro française de la ligne A du métro de Lyon, située cours Émile-Zola au niveau du carrefour avec le cours de la République, dans le quartier Gratte-ciel-Dedieu-Charmettes à Villeurbanne.
Elle est mise en service en 1978, lors de l'ouverture à l'exploitation de la ligne A.

## Situation ferroviaire
La station République - Villeurbanne est située sur la ligne A du métro de Lyon, entre les stations Charpennes - Charles Hernu et Gratte-Ciel.

## Histoire
La station « République », son nom d'origine, est mise en service le 2 mai 1978, lors de l'ouverture officielle de l'exploitation de la ligne A du métro de Lyon, de la station de Perrache à celle de Laurent Bonnevay - Astroballe.
Elle est construite, comme la ligne, dans un chantier à ciel ouvert cours Émile-Zola au niveau du carrefour avec le cours de la République. Elle est édifiée suivant le plan général type de cette première ligne, deux voies encadrées par deux quais latéraux de 70 mètres de longueur et larges de 3 mètres chacun,. Il n'y a pas de personnel, des automates permettent l'achat et d'autres le compostage des billets.
Originellement dénommée « République » en référence au cours à proximité, elle a été renommée en 1990, en même que la station Charpennes - Villeurbanne devenue Charpennes - Charles Hernu, afin de signifier qu'elle est bien à Villeurbanne et non à Lyon et pour éviter la confusion avec la rue de la République que la ligne A du métro de Lyon dessert aussi.
En 2002, elle est équipée d'ascenseurs pour les personnes à mobilité réduite, et le 13 mars 2007 des portillons d'accès sont installés dans les entrées.
La décoration d'origine a évolué au cours des années 1990 : le bandeau-caisson lumineux a abandonné son orange d'origine pour un gris suivi tardivement, en 2014, par les sièges passant du marron foncé au gris.

## Service des voyageurs

### Accueil
La station compte six accès, trois par sens de part et d'autre du cours Émile-Zola, au nord pour la direction de Vaulx-en-Velin - La Soie et au sud pour la direction Perrache. Elle dispose dans chacun des accès de distributeur automatique de titres de transport et de valideurs couplés avec les portillons d'accès.

### Desserte
République - Villeurbanne est desservie par toutes les circulations de la ligne.

### Intermodalité
Il n'y a pas de lignes de transport en commun à proximité.
Outre les rues et places avoisinantes, elle permet de rejoindre à pied différents sites, notamment : le cinéma Le Zola, l'école nationale de musique, desservie par la Ligne 27 direction Vieux Lyon, la salle de sport des Gratte-Ciel et le lycée Pierre-Brossolette.